# T-St-S 76

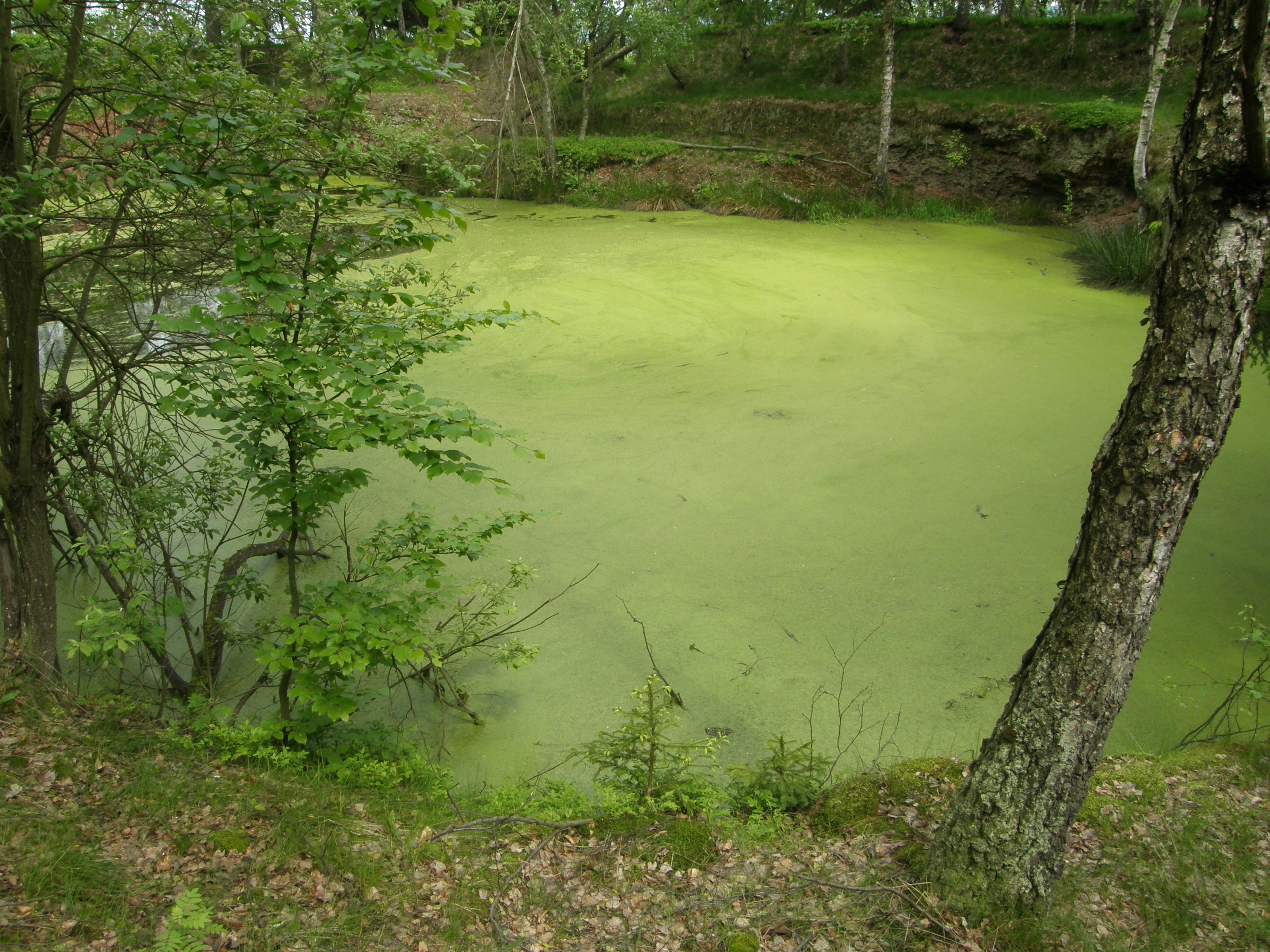
T-St-S 76 (stav prostoru roku 2008)

Srub T-St-S 76 byl projektován jako tvrzová dělostřelecká věž těžkého opevnění na Trutnovsku umístěna v levé části tvrze Stachelberg. Srub byl vybudován jako součást tvrzového opevnění Československa před 2. světovou válkou.
Význam srubu byl pro vedení dělostřelecké palby v celém rozsahu 360° (úhlových stupňů). Hlavní směry byly do údolí říčky Ličné, kudy vede železniční trať Trutnov-Poříčí - Bernartice, silnice okolí Bernartic, křižovatky na Žacléř, Královec, Zlatou Olešnici a dále východním směrem až k Petříkovicím.

## Poloha
Srub byl projekčně umístěn v pravé části tvrze na kótě 625 m, ze směru postupu nepřítele kryt pěchotním srubem T-St-S 71 a vzdálenějšími pěchotními sruby T-S 70 a T-St-S 72. Obvod srubu měl být pasivně zajištěn protipěchotními překážkami. Mimo věže pro houfnice a zvonu pro lehký kulomet neměl jiné střílny a byl zcela zapuštěn do země.

## Výzbroj
Původní výzbroj měla být realizována s dvojicí 8cm kanónů s dostřelem 12.500 m. Protože byl vývoj této zbraně v roce 1938 zastaven, měly být hlavní výzbrojí dělostřelecké věže dvě 10 cm houfnice vz. 38 s dostřelem 11.950 metrů v rozsahu 360°. Pro krytí okolí srubu měl být použit lehký kulomet umístěný ve zvonu.
- T-St-S 76
- Horní patro srubu
VD10 - houfnice
LKZ - l. kulomet zvon
Ž - žebřík
M - munice
SV - stanoviště velitele
V - výtah a schodiště
ZH - záložní hlavně
P - proviant
N - nádrže
- Dolní patro srubu
V - výtah a schodiště
F - filtrovna
U - ubikace
SV - stanoviště velitele
M - munice
L - umyvárna
W - záchod

T-St-S 76
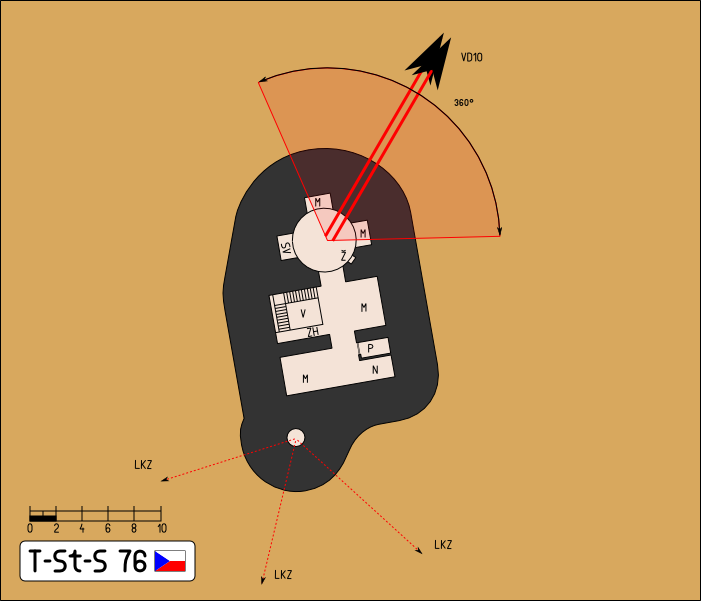
Horní patro srubu VD10 - houfnice LKZ - l. kulomet zvon Ž - žebřík M - munice SV - stanoviště velitele V - výtah a schodiště ZH - záložní hlavně P - proviant N - nádrže
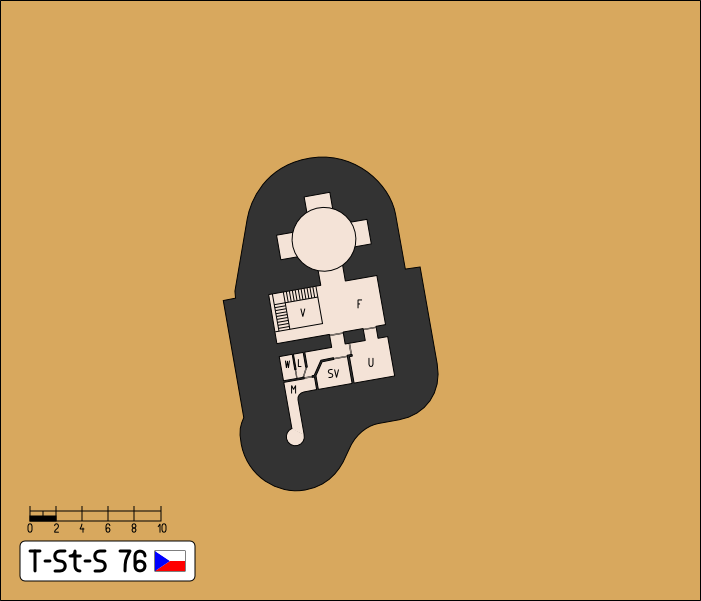
Dolní patro srubu V - výtah a schodiště F - filtrovna U - ubikace SV - stanoviště velitele M - munice L - umyvárna W - záchod

V prostoru šachty pod dolním patrem byla plánována místnost pro vystřelené náboje

## Výstavba
K 1. říjnu 1938 byly proveden pouze výkop pro základovou desku a výlom šachty, která byla později zasypána.